# Netanel Hojberg
Netanel Hojberg (en hebreo: נתנאל הוכברג‎; Ness Ziona, 20 de diciembre de 1897-27 de enero de 1983) fue un agrónomo israelí y experto en el cultivo de la vid.

## Biografía

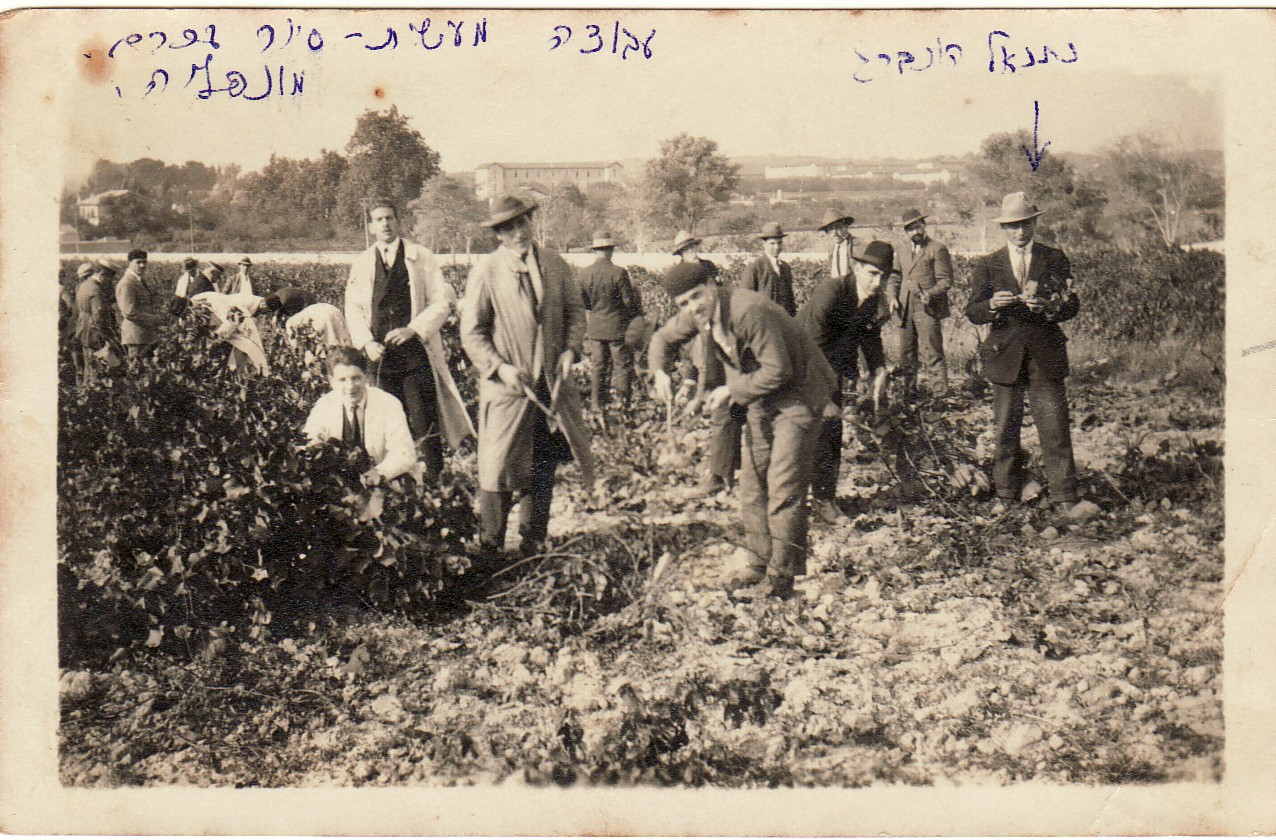
Netanel Hojberg (primero a la derecha) en una gira con una delegación de la escuela agrícola Mikvé Israel en un viñedo de Montpellier, Francia. (1926)

Hojberg nació en Ness Ziona, Eretz Israel, entonces gobernada por los otomanos en 1897. Estudió agricultura en la escuela agrícola Mikve Israel, al sur de Tel Aviv, y luego en la Universidad de Utrecht. Después de completar sus estudios en el extranjero, regresó a Israel y se convirtió en maestro en Mikvé Israel.
Hojberg creó una serie de nuevas variedades de vid, la primera de las cuales llamó Dan ben Hanna (lit. Dan hijo de Hanna), en homenaje a su hijo y a su mujer.
Estaba casado con Hanna Rozanski, quien falleció en 1955. Su hijo mayor, Dan, murió en la guerra de Independencia de Israel a los 17 años, y su hijo menor, Natan, fue uno de los fundadores de Mikveh Israel Winery.

## Premios
- En 1955, Hojberg recibió el Premio Israel de agricultura.[2]